# Фетва о кока-коле
11 сентября 1951 года египетская газета «Аль-Ахрам» опубликовала фетву муфтия Хасанаина аль-Махлуфа, постановившую, что кока-кола и пепси разрешены в соответствии с шариатом. Поводом для публикации послужили слухи и теории заговора, распространявшиеся среди общественности, например, о том, что логотип Coca-Cola, отражаясь в зеркале, гласит на арабском языке: «Нет Мухаммеда, нет Мекки».

## Вынесение фетвы
Чтобы получить точный ответ на вопрос о том, запрещены ли Pepsi и Coca-Cola исламским правом, египетский департамент фетв обратился в Министерство здравоохранения с просьбой установить состав двух газированных напитков. 25 августа 1951 года Министерство здравоохранения установило, что ни Pepsi-Cola, ни Coca-Cola не содержат никаких наркотиков, алкоголя или пепсина. Употребление наркотиков и алкоголя запрещено исламским законодательством (харам). Пепсин производится из мембраны свиных желудков, а любой продукт свиного происхождения не допускается мусульманским шариатом. В Министерстве здравоохранения пояснили, что в напитках также нет вредных микробов. На основании информации, предоставленной Министерством здравоохранения, Департамент фетв объявил напитки разрешёнными в соответствии с исламским законом.
Муфтий Хасанайн аль-Махлуф также пояснил в этой фетве, что все продукты питания и напитки считаются разрешенными в соответствии с исламским законом, если не установлено иное, и если человек не знает состояния или ингредиентов продукта питания или напитка, его употребление разрешается до тех пор, пока не будет определена его природа.
В дальнейшем вопрос халяльности из-за сомнений из-за отражения логотипа и состава напитка неоднократно поднимался вновь — например, в Индии в 2001 году, в России в 2011 году.